# Bangunjaya (Panawangan)
Bangunjaya is een bestuurslaag in het regentschap Ciamis van de provincie West-Java, Indonesië. Bangunjaya telt 1644 inwoners (volkstelling 2010).